# Герб Нальчика
Герб города Нальчик — является одним из символов города Нальчик, столицы Кабардино-Балкарской республики. Нынешний герб утверждён решением № 416, Совета местного самоуправления городского округа Нальчик от 16 сентября 2011 года.

## Описание
В серебряном поле сопровождаемая снизу и по сторонам лазоревым еловым венком — зелёная подкова двумя шипами вверх, внутри которой выходящее снизу наполовину лазоревое солнце с вписанными расширяющимися лучами, диск которого обременен серебряной горой о двух вершинах.

## Обоснования
Подкова — исторический символ города, расположенного в полукольце окрестных гор. Слово «Нальчик» в переводе с языков коренных народов республики означает — «подкова».
Двуглавая гора Эльбрус — символ Кабардино-Балкарской Республики и соответственно, символ столицы республики. Горы – символ вечности, чистоты, стремления к самопознанию, символ подъёма и устремленности.
Лучи — дороги, восходящие из-за вершин Эльбруса и освещающие подкову, символизируют созидательную силу, творческую энергию, духовное просветление. Верхняя часть лучей в форме зубцов символизирует крепость, которой был Нальчик в начале XIX века. Лазоревый цвет лучей символизирует источники лечебной минеральной воды, которыми славится курорт Нальчик (на территории города действует 18 минеральных источников различного физико-химического состава).
Ветви серебристой (голубой) ели — своеобразная визитная карточка города. Муниципальное унитарное опытно-показательное сельскохозяйственное предприятие «Декоративные культуры» — первый поставщик саженцев серебристой ели в России и странах СНГ.
Селекционеру Ивану Порфирьевичу Ковтуненко за разработку метода выращивания в условиях республики саженцев голубых елей из семян, родина которых Северная Америка, была присуждена Государственная премия. Сегодня голубые ели из Нальчика — у Кремлёвской стены на Красной площади в Москве, на Мамаевом Кургане, у стен Брестской крепости.
Применяемые цвета:
- лазурь — символ благородства, чистоты, чести, достоинства;
- зелёный — духовность, развитие, обновление, надежда;
- белый (серебристый) – чистота, свет, истина.